# Aonidiella simplex
Aonidiella simplex är en insektsart som först beskrevs av Grandpré och Charmoy 1899.  Aonidiella simplex ingår i släktet Aonidiella och familjen pansarsköldlöss. Inga underarter finns listade i Catalogue of Life.